# Scilla paui
Espèce
Scilla paui est une espèce de plantes à fleurs de la famille des Asparagaceae, endémique en Espagne. Elle est dédiée au botaniste espagnol Carlos Pau Español.